# Политические технологии
Полити́ческие техноло́гии (политтехноло́гии) — совокупность способов, методов и процедур воздействия на массы людей с целью придания их политическому поведению характера, благоприятного для достижения определённых политических или управленческих целей.
Политические технологии побуждают людей действовать в соответствии с интересами того или иного политического актора, при этом поддерживая среди них ощущение свободы выбора.

## Сферы применения политических технологий
Ключевой областью применения политических технологий являются избирательные кампании, в рамках которых технологии могут быть направлены как на повышение уровня электоральной поддержки кандидата, политической партии или определённого политического решения (в случае референдума), так и на снижение уровня поддержки конкурирующих кандидатов, партий, а также предлагаемых ими решений.
Помимо этого политические технологии применяются в политических кампаниях, в которых выступают средством обеспечения поддержки или противодействия активности политических акторов (органов государственной власти, отдельных политиков или субъектов гражданского общества).

## Виды политических технологий
В обыденном сознании всё многообразие видов политических технологий, как правило, сводится к тем из них, которые направлены на манипуляцию общественным поведением. Однако немаловажными являются технологии, направленные на изменение правил взаимодействия участников политического процесса, а также на внедрение в общественное сознание определённых ценностей, убеждений и категорий.

## Примеры политических технологий
Наиболее известными примерами политических технологий являются следующие:
- Формирующие социологические опросы (опросы, проводимые таким образом, чтобы внедрить в сознание избирателя те или иные убеждения, например, путём особой постановки вопросов или публикацией результатов опроса ложно указывающих на доминирование определённых мнений в обществе);
- Технология "двойников" (включение в избирательную кампанию кандидата или партии, фамилия или название которых созвучны с таковыми у конкурирующей силы, что позволяет оттянуть ряд голосов);
- Распространение слухов или фейковых новостей;
- Издание и распространение повесткообразующих газет (на страницах такой газеты формируется исключительно положительный образ кандидата или партии, её издателем является якобы независимое, беспристрастное третье лицо, а распространяется газета, как правило, бесплатно на территории необходимого избирательного округа)[3].